# Cheiracanthium joculare
Cheiracanthium joculare är en spindelart som beskrevs av Simon 1910. Cheiracanthium joculare ingår i släktet Cheiracanthium och familjen sporrspindlar.
Artens utbredningsområde är Principe. Inga underarter finns listade i Catalogue of Life.